# Sancourt (Nord)
Sancourt település Franciaországban, Nord megyében. Lakosainak száma 197 fő (2022. január 1.). Sancourt Abancourt, Blécourt, Haynecourt, Raillencourt-Sainte-Olle, Sailly-lez-Cambrai, Tilloy-lez-Cambrai és Épinoy községekkel határos.

## Népesség
A település népessége az elmúlt években az alábbi módon változott:
| Lakosok száma | 198  | 204  | 202  | 197  | 197  | 196  | 195  | 194  | 197  |
|               | 2013 | 2015 | 2016 | 2017 | 2018 | 2019 | 2020 | 2021 | 2022 |